# Rzeszotary-Gortaty
Rzeszotary-Gortaty – wieś w Polsce położona w województwie mazowieckim, w powiecie sierpeckim, w gminie Rościszewo. Ma status sołectwa.
Prywatna wieś szlachecka Rzeszotary-Gotarty położona była w drugiej połowie XVI wieku w powiecie sierpeckim województwa płockiego. W latach 1975–1998 miejscowość administracyjnie należała do województwa płockiego.